# 山田由香
山田由香（日语：／ Yamada Yuka，1968年3月16日—），日本女編劇。出身於東京都。明愛女子中學、高等學校、立教大學畢業。在百貨公司工作4年後成為編劇。

## 參加作品

### 電視動畫

#### 劇本統籌
2005年
- 藍色潮痕（日语：タイドライン・ブルー）[1]

2008年
- 新·安琪莉可 Abyss
- 新·安琪莉可 Abyss -Second Age-

2009年
- 海物語 ～有你相伴～

2010年
- 變身！公主偶像

2015年
- 戰國無雙（電視系列）
- 偵探小隊KZ事件簿

2017年
- 小林家的龍女僕[2]

2018年
- 敦君與女朋友

2019年
- 天使降臨到我身邊！

2020年
- 戀愛小行星
- 先鋒飛車 極速合體 地球防衛隊[3]

2021年
- 小林家的龍女僕S[4]

2022年
- SLOW LOOP -女孩的釣魚慢活-[5]
- 東京喵喵NEW～♡[6]

2023年
- 眾神眷顧的男人2
- 白聖女與黑牧師[7]
- 雖然等級只有1級但固有技能是最強的[8]

2024年
- 星辰墜落之國的妮娜

2026年
- 不時輕聲地以俄語遮羞的鄰座艾莉同學（Season2）[9]

#### 編劇
不包括負責劇本統籌的作品。
2002年
- 浮游泉大冒險[10]

2003年
- 丸少爺[注 1]
- 星球流浪記（—2004年）

2004年
- Legendz 龍王甦醒傳說（—2005年）

2005年
- 海螺小姐[注 2]
- 森林爺爺與森林小子（日语：愛知万博のマスメディア#アニメ）
- 涼風
- 黏黏妖美少女
- 動物橫町（—2006年）
- Canvas2 ～彩虹色的圖畫～（—2006年）
- 蟲師（—2006年）

2006年
- 玻璃艦隊
- 彩雲國物語（—2008年）
- 忍者少女！
- 工作狂人
- 我們的存在
- 守護！蘿莉波普（日语：まもって!ロリポップ）
- 金色琴弦 ～primo passo～（－2007年）
- 獻上女神的祝福（－2007年）

2007年
- 忍者少女!!
- Saint October
- ZOMBIE-LOAN
- 魯邦三世：霧之迷（日语：ルパン三世 霧のエリューシヴ）
- 遙遠時空3 紅之月
- 魔法人力派遣公司（—2008年）

2008年
- 我家有個狐仙大人。
- 幻影少年
- 黑執事

2009年
- 奇奇的異想世界 新的家
- 奇蹟少女KOBATO.
- 奇蹟☆列車 ～歡迎搭乘大江戶線～

2010年
- 傳說的勇者的傳說
- Battle Spirits Brave

2011年
- 迷茫管家與膽怯的我
- Battle Spirits 霸王
- 幸福光暈 ～hitotose～
- 便·當

2012年
- Smile 光之美少女！
- 超譯百人一首戀歌。
- Battle Spirits Sword Eyes

2013年
- Aikatsu！偶像活動！
- 舞者克里諾培（日语：踊り子クリノッペ）
- 幸福光暈 ～More Aggressive～
- 悠悠哉哉少女日和

2014年
- 戰國無雙SP 真田之章
- 妖怪手錶（—2018年）
- 閃爍的青春

2016年
- 無彩限的幻影世界
- SUPER LOVERS
- NEW GAME！
- 夢幻慶典

2017年
- NEW GAME!!
- TSUKIPRO THE ANIMATION
- Classica Loid

2018年
- 妖怪手錶 影之章
- 春原莊的管理員小姐
- 火之丸相撲（—2019年）

2019年
- 妖怪手錶！
- Star☆Twinkle 光之美少女

2021年
- 弱角友崎同學
- 魔卡派對
- 白沙的Aquatope
- 前輩有夠煩

2022年
- 佐佐木與宮野
- 式守同學不只可愛而已[11]
- 這個僧侶有夠煩

2024年
- 我回來了、歡迎回家
- 聲優廣播的幕前幕後
- 不時輕聲地以俄語遮羞的鄰座艾莉同學

2025年
- 光之美少女偶像與你
- 外星人姆姆（日语：宇宙人ムームー）

### 電影動畫
- 劇場版 遙遠時空：舞一夜（2006年）
- 劇場版“文學少女”（2010年，構成、編劇）
- 小林家的龍女僕：害怕寂寞的龍（2025年，編劇[12]）

### OVA
- “文學少女”今日的點心 ～初戀～（2009年，劇本統籌）
- “文學少女” 回憶篇（2010年，劇本統籌、編劇）
- 幸福光暈 ～卒業寫真～[[[Wikipedia:格式手册/链接#章節|錨點失效]]]（2015年，編劇）

### 網路動畫
- 終末的女武神II（2023年，劇本統籌）

### 廣播劇CD
- “文學少女”與渴望死亡的小丑（2009年，構成、編劇）
- “文學少女”與渴求真愛的幽靈（2010年，構成、編劇）

### 遊戲
- Happy☆Magic（2010年，編劇）

## 腳註

## 相關項目
- 日本動畫師列表（日语：アニメ関係者一覧）